# Château de Chantemerle (Corbeil-Essonnes)
Pour les articles homonymes, voir Chantemerle.
Le château de Chantemerle, dit aussi anciennement château de Chantemesle, ou encore Essonnes, et même parfois Essaune, est un château disparu, qui se situait sur la commune de Corbeil-Essonnes. Il a appartenu à Louis Hesselin, qui y a reçu la reine Christine de Suède. On en connaît une vue gravée signée "Israël" pour Israël Henriet ou Israël Silvestre.

## Histoire
Le château était voisin de la commanderie de "Saint-Jean en Isle".
Son entrée était située sur la grande route de Paris à Fontainebleau.

### Louis Hesselin, l' "inventif" "Intendant des Plaisirs du Roy" (vers 1636-1638/ et jusqu'à 1662)

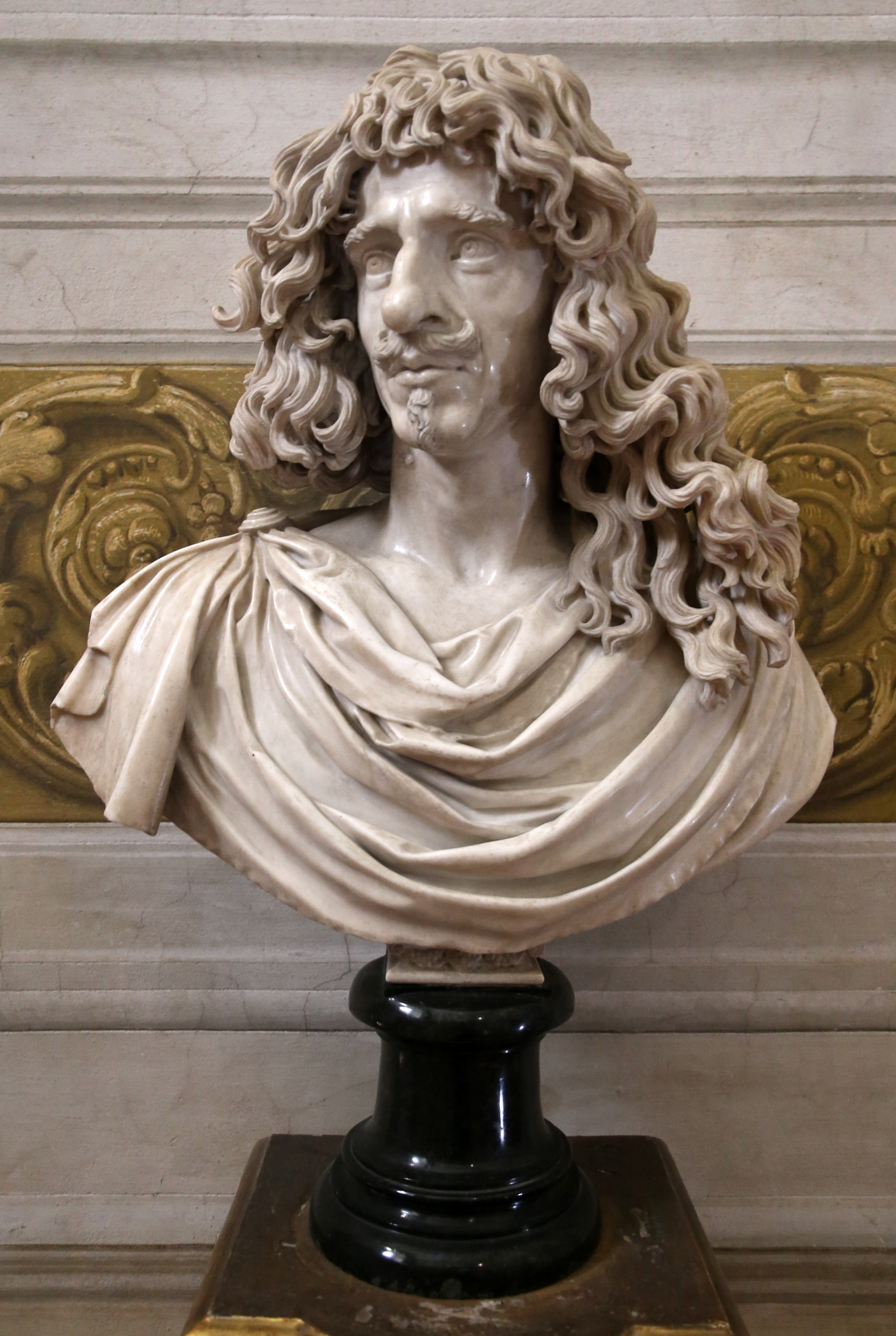
Domenico Pieratti, busto di Louis Hesselin, 1637 ca. 02

Seigneur de Condé, maître d'hôtel du Roi et de sa Chambre aux deniers, souvent considéré comme le surintendant des plaisirs du roi, chorégraphe de nombreux ballets où il fit danser le jeune Louis XIV, Louis Hesselin fut l'organisateur de brillantes réceptions, tant dans sa campagne de Chantemesle à Essonnes, où Louis Le Vau édifiera la première "salle à l'Italienne" construite en France, que dans l'hôtel qu'il fit construire par Louis Le Vau, sur l'emplacement de l'actuel no 24 du quai de Béthune à Paris (hôtel d'Hesselin), entre 1640 et 1644.
La  maison  était  très  ornée. Guillet de Saint-George parle  d'un  plafond  peint  par 
Charles Le Brun  et  de  plusieurs  ouvrages  de  sculpture  dus  à  Gilles  Guérin sur  les  dessins  de Sarrazin. Hesselin  avait  fait  graver  sur  la  porte de  son  vestibule  cette  inscription  d'une  orgueilleuse  modestie : Parva  quidem  sed  [apta].
Le château de Chantemesle (puis Chantemerle à l'époque d'Oberkampf), fut décoré par Jacques Sarrazin, qui y réalise des statues dont une Cérès mais aussi quelques tableaux, Gilles Guérin et Jean Blanchard, frère de Jacques Blanchard. Charles Le Brun y avait peint le plafond de la "salle à l'Italienne".
Hesselin avait acquis la propriété d'un  M. de  Chantemesle. Il  la  possédait  avant  1638, d'après  la  date  d'une  convention  qu'il  passa  à  cette  époque  avec l'ordre  de  Malte, qui, comme  possesseur  de  la  commanderie  de Saint-Jean-en-l'Ile, de  Corbeil, avait  Chantemesle  dans  sa  censive. Israël  Sylvestre  nous  a  laissé  une  vue  de  cette  maison, mais  elle  ne  doit  pas  en  donner  une  idée  très  exacte. Le  dessin  est 
un  peu  confus  et  laisse  mal  deviner  la  disposition  de  l'édifice  et de  ses  entourages.
Il  ne  semble  pas  qu'Hesselin  ait  été  le  constructeur  de  Chantemesle, mais  il  y  avait  fait  de  grands  travaux.

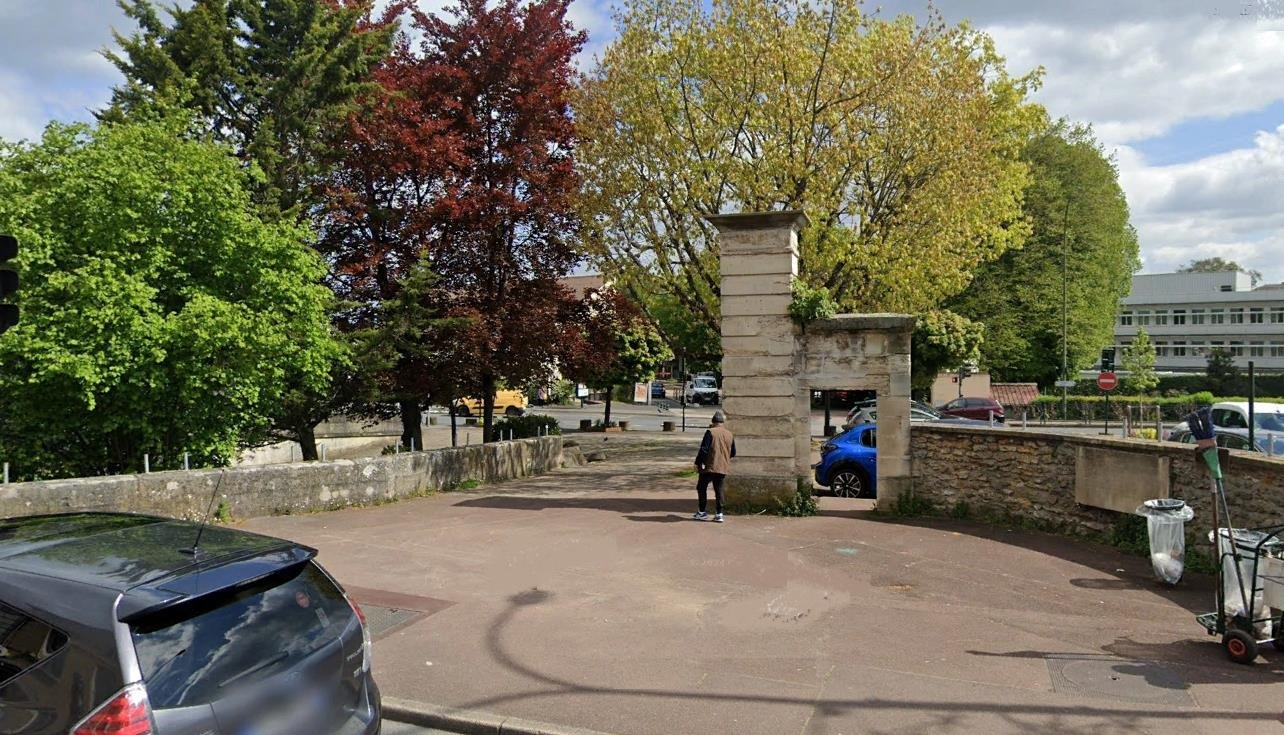
Photographie des restes de l'ancienne entrée en demi-lune du château de Chantemerle.

#### Un jardin d'eaux avec des "machines", unanimement célébré
La gravure du domaine au début du XVIIe siècle donne la légende suivante : 
"Veuë et Perspective de la Maison de Chantemesle, lieu tres curieux pour les Jardinages et Cascades d'Eaux, et du Village d'Essonne, a sept lieües de Paris sur le chemin de Fontainebleau."
Dans ses Antiquités de la ville de Paris ...., Sauval écrit : 
"Je laisse là Essonne ou Chantemesle, si célèbre par tant de machines dont l'inventif Hesselin s'était servi, et tout de même Courances, qu'arrosent et embellissent quantité de canaux et de jets d'eau". 

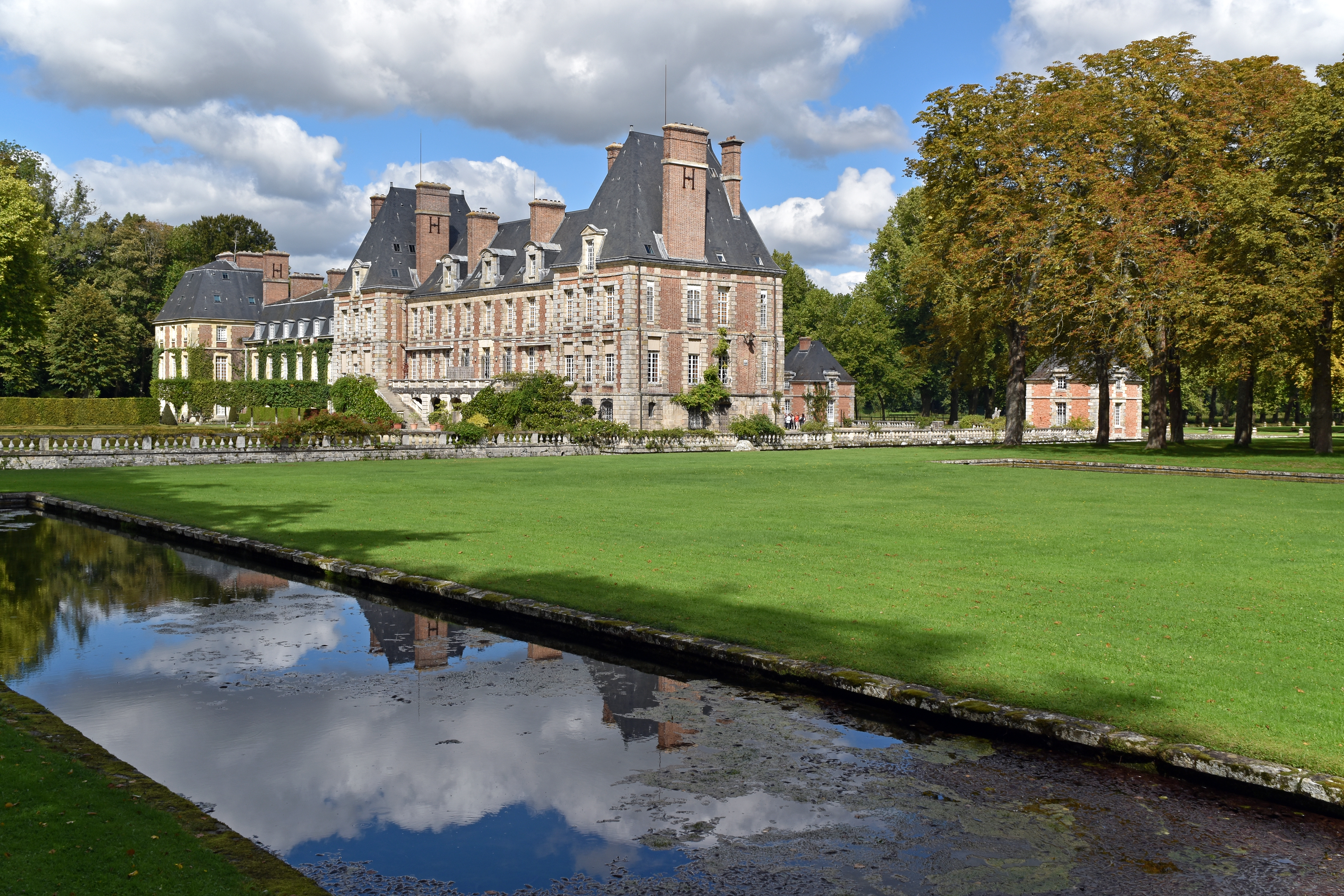
Chateau de Courances avec ses canaux

Cette phrase éclaire sur l'esprit des jardins de Chantemesle, qui sont alors comparés à ceux du château de Courances, c'est à dire des jardins à canaux. Quant aux jets d'eau, ils pouvaient être assez proches de ceux que l'on trouvait dans les jardins du château de Liancourt.
John  Evelyn  donne  un  peu  plus  de  détails dans son journal de visite : 
« Nous  passâmes, dit-il, à  Essonne, maison  appartenante  M. Hesselin, un  grand curieux;  nous  y  vîmes  de  bons  tableaux, mais  rien  de  si  remarquable  que  ses  jardins, ses  fontaines, ses  bassins, surtout  celui de  forme  triangulaire, où  l'eau  arrive  par  une  quantité  de  mascarons  disposés  tout  autour. Il  y  a  aussi  une  belle  cascade  avec de  jolis  bains... Sous  une  table  de  marbre, il  y  a  une  fontaine dont  le  jet  figure  des  serpents  qui  s'entrelacent  autour  d'un globe».
Chantemesle  était  entouré  de  plusieurs  rivières, et  Hesselin  avait établi  des  machines  élévatoires, fournissant  en  abondance  des eaux  jaillissantes, qui  jouaient  un  grand  rôle  dans  ses  fêtes. D'ailleurs, dans un ouvrage intitulé Les antiquitez de la ville, comte et chatelenie de Corbeil de 1647, il est indiqué ce qui suit sur Chantemesle : 
"Chante-mesle, belle maison, située entre Essonne et S. Jean en L'Isle : elle appartient au sieur Hesselin Conseiller du Roy en ses Conseils, Maîstre d'Hostel ordinaire de Sa Maison, & de sa Chambre aux deniers, lequel se servant de la commodité de l'eau de la rivière d'Estampes qui passe au travers de ses jardins, en eslève des Fontaines & Cascades, faites par artifice non commune, lesquelles attirent les personnes les plus curieuses aux doux murmure de ses eaux & beauté des jardinages de cette Maison". 
L’inventaire après décès d’Hesselin (Arch. nat., MC, XX, 310), comme beaucoup d’autres, ne mentionne aucune sculpture à Chantemesle faisant partie du bâtiment ou du jardin.

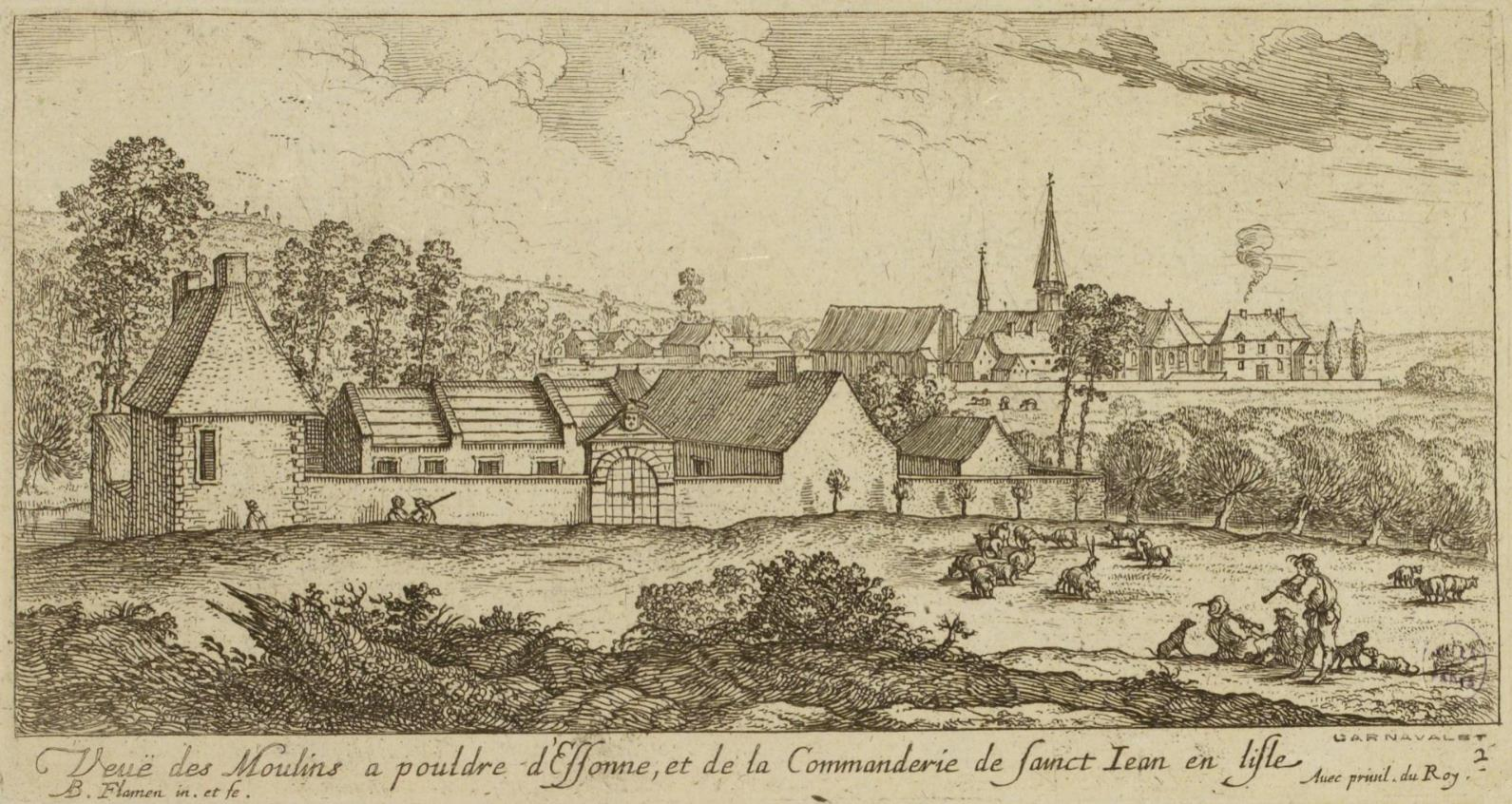
Vue des moulins à poudre d'Essonne, et de la Commanderie de Saint Jean en Isle, par Flamen, vers 1650 1674. Sur la gauche, derrière, se découvre un des canaux, et le bois de Chantemesle au temps d'Hesselin.
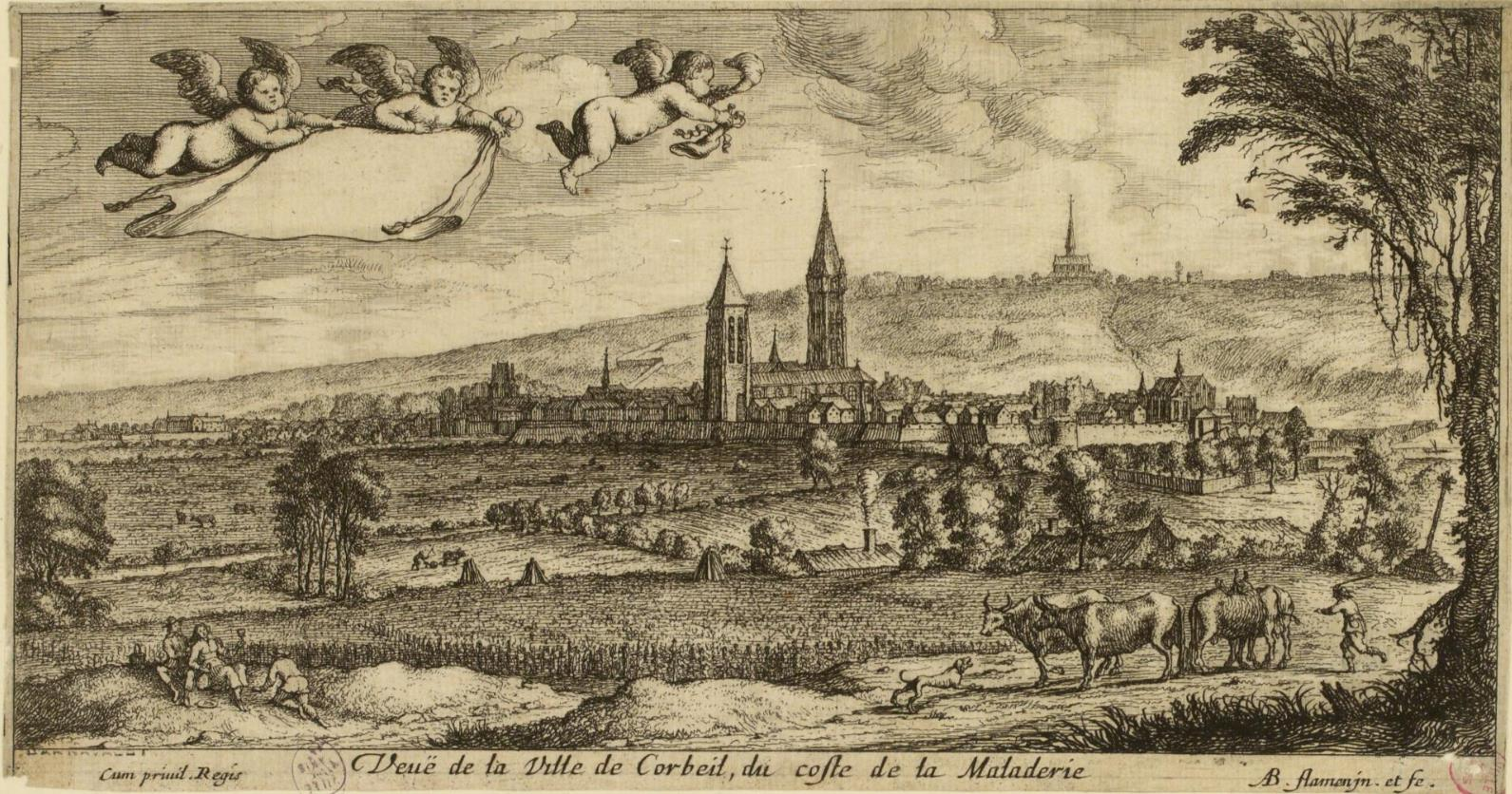
Vue de la ville de Corbeil, du costé de la Maladerie, gravure par Flamen, vers 1650 1674. On voyait la ville de Corbeil depuis le bout du jardin de Chantemesle.
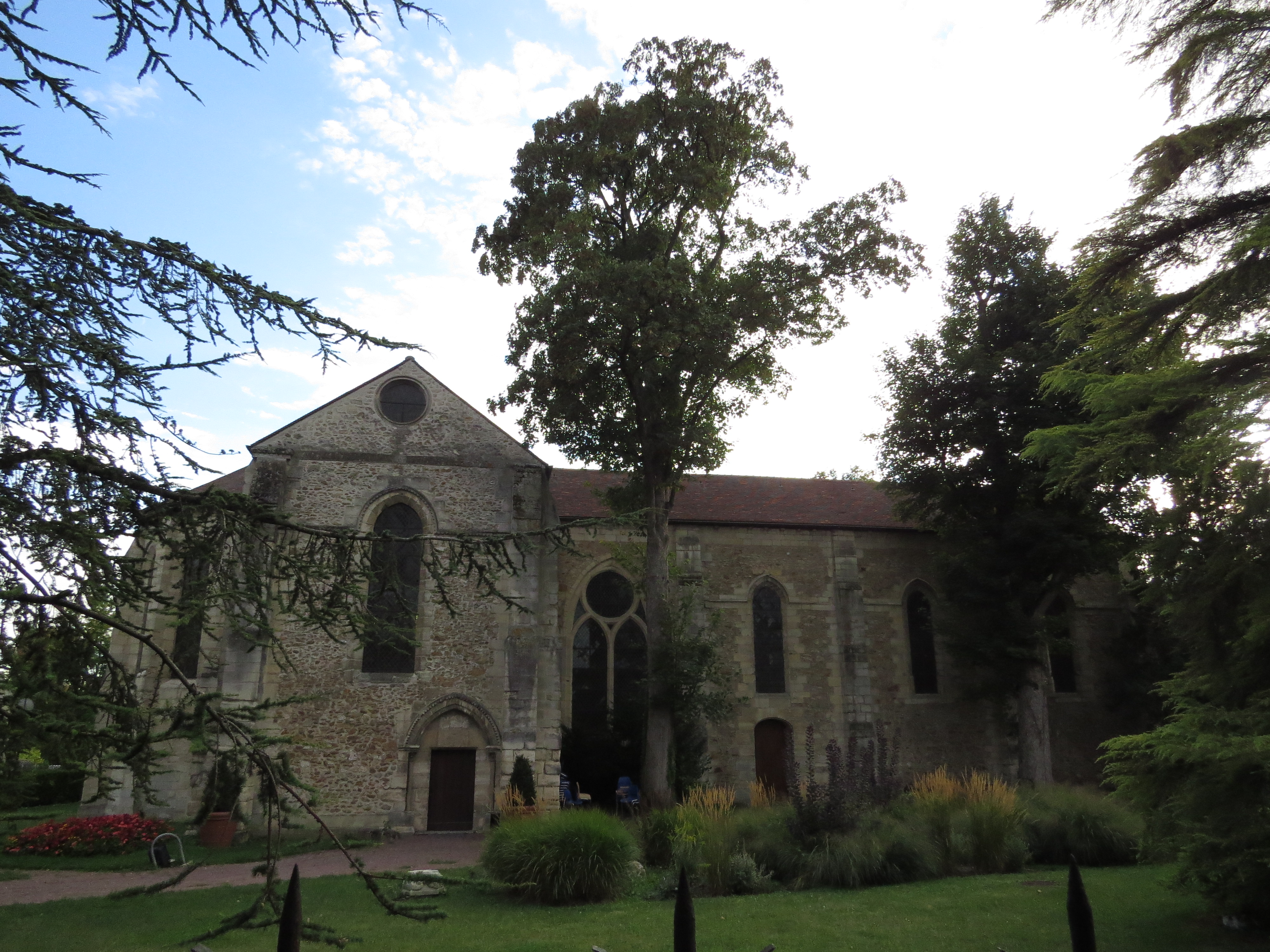
Église conservée de la commanderie de Saint-Jean-de-l'Île, Corbeil-Essonnes

#### Fêtes et réceptions: une maison "divertissante" sur la route entre Paris et Fontainebleau

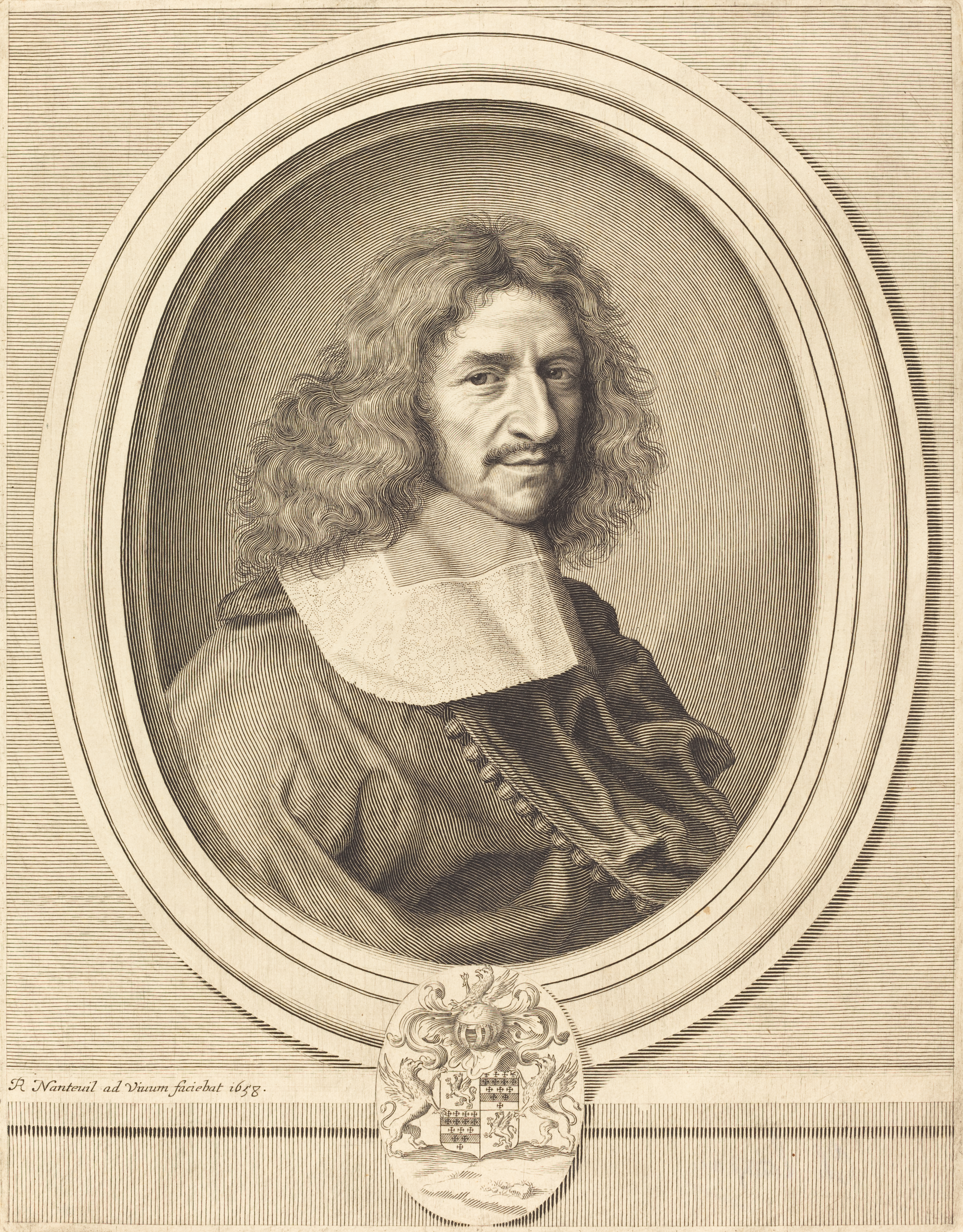
Louis Hesselin, par Robert Nanteuil, 1658, NGA 9285

Louis Hesselin y  recevra notamment Christine de Suède, la Grande Mademoiselle, le Roi et la Cour, comme Carlo Vigarani, qui purent en admirer les jardins et les jeux d'eau. Hesselin était très proche de Simon Vouet.
La  première  fois  que  nous  voyons  Hesselin  cité  dans  la  Gazette, c'est  en  1646 ;  mais  il  n'en  est  certainement  pas  à  son  coup d'essai. Le  18  août, la  reine  d'Angleterre, accompagnée  du  prince de  Galles, son  fils, du  prince  Robert, son  neveu, et  d'une  suite de  près  de  3oo  personnes, va  coucher  chez  Hesselin  à  Chantemesle. Un  somptueux  repas, pendant  lequel  des  musiciens  se firent  entendre, fut  suivi  d'un  bal, puis  d'un  ballet  improvisé, qui  obtint  un  grand succès. Enfin fut offert "Un feu d'artifice sur la rivière, que l'eau, la nuit & l'espesseur des arbres qui l'environnoyent, firent trouver bien agréable" (G, p. 766). La  reine  s'arrêta  encore  à  Essonnes le  23  août, à  son  retour  de  Fontainebleau.
Deux  mois  après, le  4  octobre  1646 , l'ambassadeur  extraordinaire de  Suède, revenant  de  Fontainebleau, alla  coucher  chez Hesselin, qui  le  traita  splendidement. Le  diplomate  s'était, paraît-il, bien  trouvé  de  la  réception, car, le  14  du  même  mois, il  va de nouveau dîner  chez  Hesselin  « dans  sa  belle  maison  de  l'Isle". Ce jour là, Hesselin lui donna "le divertissement de plusieurs sortes de musique, d'un fort beau ballet, & du bal, qui fut terminé par un feu d'artifice sur la rivière" (G. p. 956). 
L'année  suivante, le  23  septembre  1647, c'est  le  landgrave  de Hesse  qui  va  à  Fontainebleau  dans  les  carrosses  de  la  cour  et  qui est  traité  à  Essonnes  (chez  Hesselin  certainement)  par les  officiers du  roi.
Au moment de la Fronde, en  janvier  1649, le  jeune  roi quittait  Paris, Hesselin  en  fit  autant. Il  paraît  avoir  séjourné  à Essonnes, où  Dubuisson  prétend, d'après  un  faux  bruit  (2  février 1649)  "qu'il  doit  héberger  le  duc  Charles  de  Lorraine, en  route pour  se  rendre  à  la  cour. Le  18  mai  1650, il  paraît  avoir  reçu réellement  à  Chantemesle  la  princesse  douairière  de  Condé.

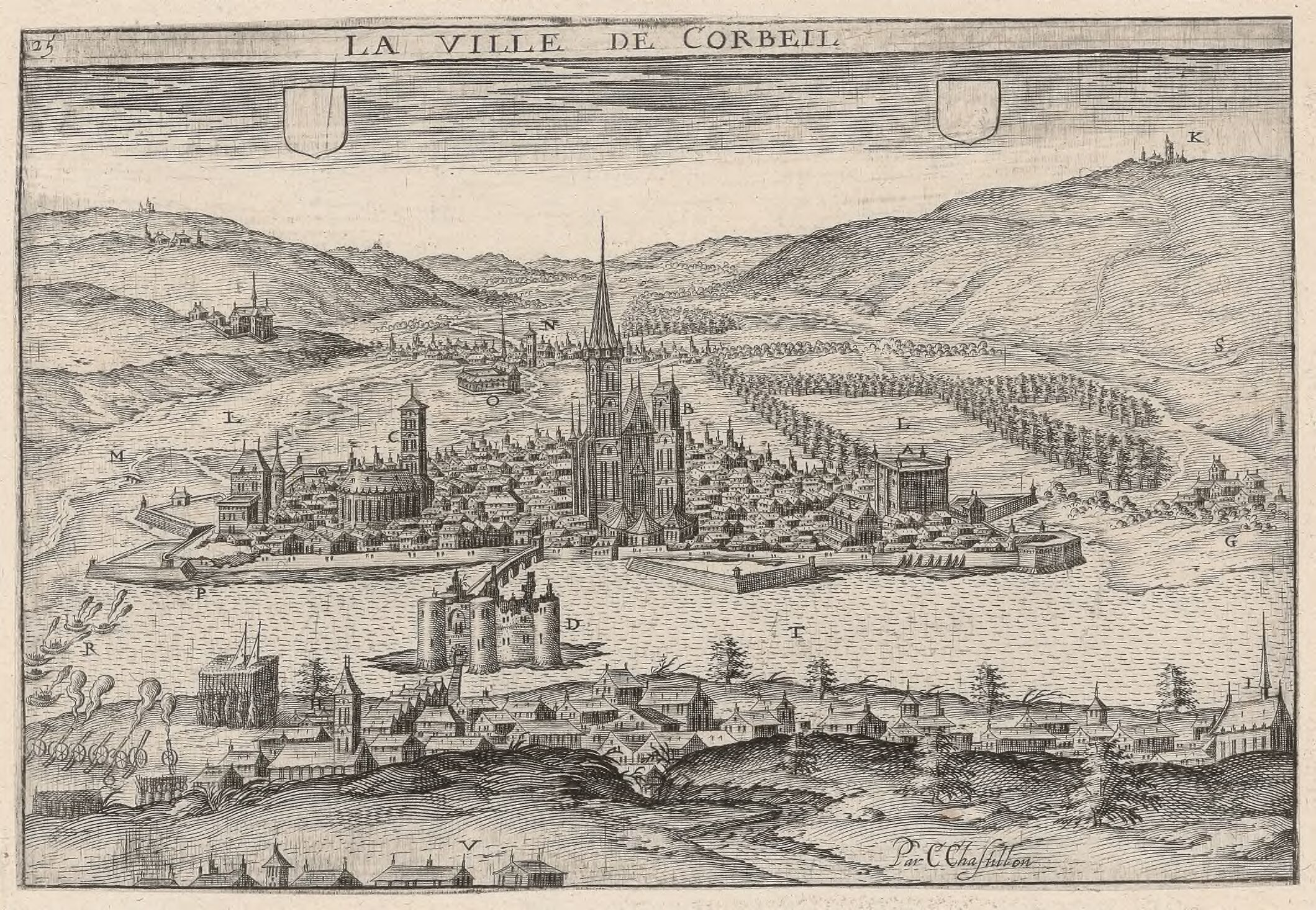
Corbeil par Chastillon. Chantemerle était situé entre les lettres N et O.

Pendant  deux  ans, nous  sommes  sans  nouvelles. Pourtant quand, en  mai  1653, la  Cour, revenant  de  Fontainebleau  à  Paris, s'arrête  pour  dîner  à  Essonnes, il  est  plus  que  probable  qu'elle y  est  traitée  par  Hesselin. En  tout  cas, l'année  suivante, où  la Gazette  donne  la  même  indication  pour  le  5  mai, la  Muse  historique de  Loret  nous  apprend  que  c'est  bien  Hesselin  qui  reçoit le  roi. Le  chroniqueur  consacre  d'abord  toutes  les  fleurs  de  son style  au  maître  de  la  maison : 
Cette  ingénieuse  personne / Le  fameux  Monsieur  Hesselin. 
puis  à  Chantemesle, qui  est  un :
... logis  des  plus  plaisans / Pour  le  dedans  et  pour  l'entrée / Qui  soit  en  toute  la  contrée ; / Car, comme  il  est  industrieux. / Riche, inventif  et  curieux, / Il  ne  plaint  aucune  dépense / Pour  orner  cette  résidence, / Où  l'on  voit  maintes  raretez, / Tant  les  hyvers  que  les  étez. 
Le  28  novembre 1653, Loret consacre  une  quinzaine  de  vers  à  la  réception somptueuse  qui  fut  faite  à  Chantemesle  au  duc  d'Épernon ; c'est  une  occasion  nouvelle  de  flatter  le  maître  de  la  maison :
Il  traite  admirablement  bien, / Il  exerce  dame  opulence, / Et  je  le  sais  d'expérience. 
C'est-à-dire  qu'Hesselin  aimait  les  louanges  et  qu'il  savait, par des  procédés  généreux, entretenir  la  verve  louangeuse  du  chroniqueur.
A partir de mai 1655, on trouve Hesselin désigné comme "Intendant  des  plaisirs  du  roi".
Le  10  juin  1655, Laure  Martinozzi, la  nouvelle  princesse, part  pour l'Italie. A  la première  étape  du  voyage, Hesselin  reçoit  magnifiquement  les jeunes  époux  « en  sa  belle  maison  de  Chantemesle. » 
Chantemesle  joue  un  grand  rôle  cette  année. Le  7  août 1655, le  duc de  Mantoue  est  traité  à  souper  avec  beaucoup  de  magnificence  par la  princesse  Palatine, sa  tante, « dans  la  belle  maison  du  sieur  Hesselin. » 
En  septembre, la  cour  s'y  arrête  deux  fois ;  la  seconde, c'est un  gala  complet :  deux  tables  aux  frais  du  roi  pour  les  plus  grands personnages  et  une  troisième  à  laquelle  Hesselin  régale  tous  les « seigneurs, avec  une  chère qui  répondait  entièrement  à  la  magnificence  du  maître  de  cette  divertissante  maison ».
Le  25  octobre 1655, la  cour  dîne  à  Essonnes. « Son  Éminence  dîna aussi  dans  un  cabinet  joignant  la  chambre  de  Leurs  Majestés, lesquelles, après  s'être  promenées  en  cet  agréable  lieu, en  partirent  sur  les  trois  heures".» 
En  novembre 1655, c'est  une  grande  Saint-Hubert. Cinquante  dames et  cent  cavaliers  prennent  part  à  la  chasse, qui  est  suivie  d'un repas  somptueux  et  d'un  grand  bal. Huit  jours  après, on  fête encore  la  Saint-Martin  presque  aussi  magnifiquement. Loret consacre  80  vers  à  ces  deux  fêtes  et  donne  carrière  à  sa  verve 
louangeuse. Hesselin, à  ses  yeux :
Paraît  dans  son  palais  d'Essonne 
Comme  un  petit  roy  sur  son  trône.
Le  26  décembre 1655, le  duc  de  Modène, revenant  à  la  cour, se repose  à  Essonnes, et  une  autre  fois  encore, semble-t-il, lors  de son  départ.

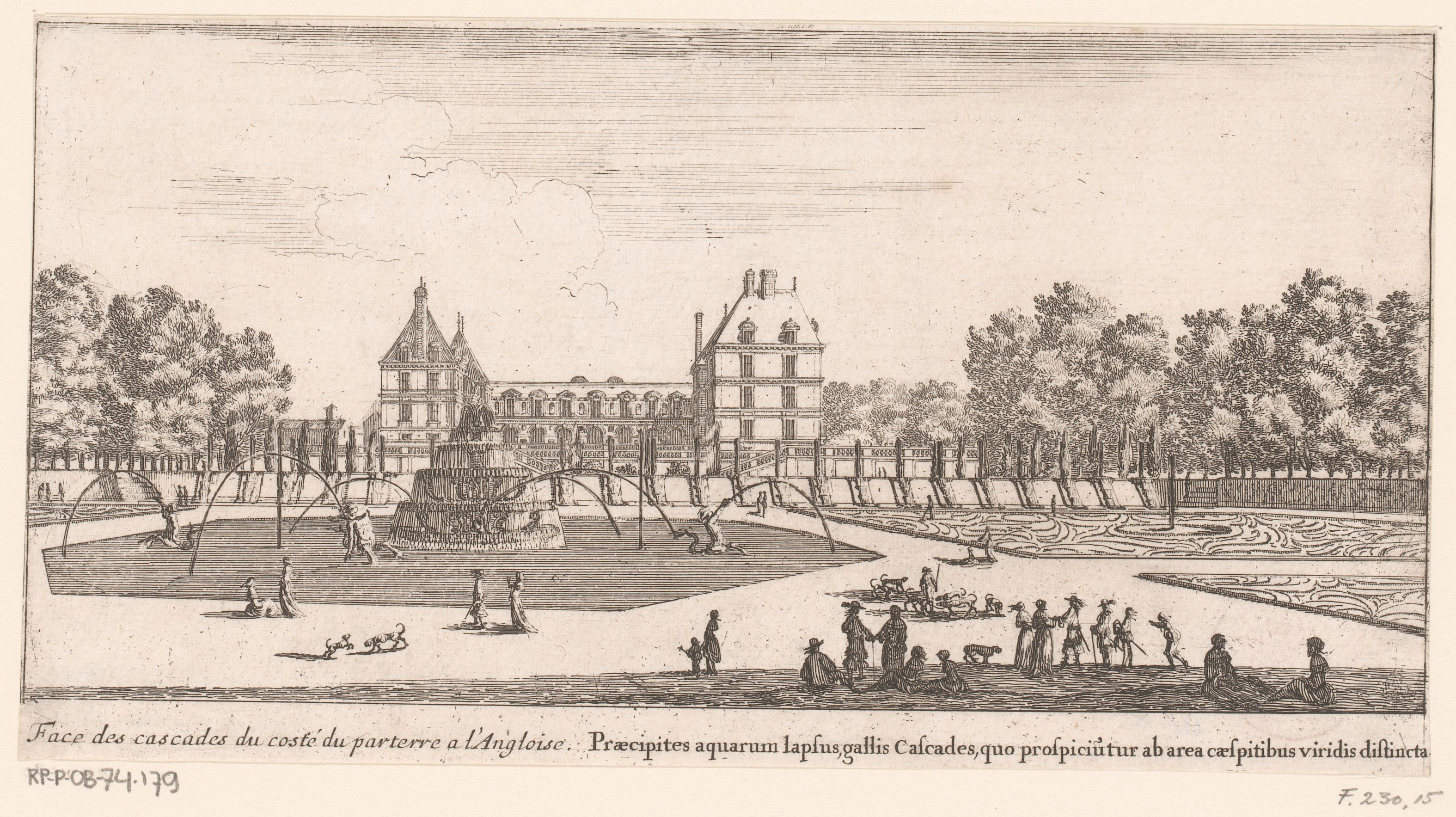
Gravure des jardins de Liancourt, avec des jets d'eau

Puis  les  réceptions  reprennent  à  Essonnes :  le  12  mars 1656, on  y voit  le  prince  de  Gonti;  le  24  Juillet, c'est  Mademoiselle. Celle-ci  raconte  à  ce  propos  dans  ses  Mémoires  une  anecdote plaisante  qui  montre  qu'à  Chantemesle  on  poussait  parfois  un peu  loin  les  divertissements  hydrauliques. Mademoiselle  venait de  traverser  une  grotte, conduite  par  M. de  Guise;  beaucoup  de courtisans  suivaient  à  distance. Tout  à  coup  on  entend  des  cris, une  bousculade  se  produit, on  tombe  les  uns  sur  les  autres : c'est  que  « l'ingénieux  Hesselin »  venait  de  faire  ouvrir  des  Jets 
d'eau  qui  sortaient  de  terre  dans  le  pavé  de  la  grotte. Une  fort grande  dame, la  princesse  de  Lixin, fut  couverte  de  boue, eut  ses habits  déchirés, et  on  fut  presque  obligé  de  l'emporter  à  Corbeil, où  elle  alla  se  coucher  dans  un  couvent. Mademoiselle  rit  encore en  le  racontant.
Le 6 septembre 1656, Hesselin reçoit la reine de Suède (voir ci-dessous).
Le  26  avril  1657, il  reçoit  à  leur  passage  à  Essonnes  le  prince  et  la  princesse  de Conti, qui  prennent  deux  repas  chez  lui. Son  ami  Loret  en  profite pour  conclure  que  le  maître  de  la  Chambre  aux  deniers  est  au mieux  avec  le  grand  maître  de  France, quoiqu'on  ait  insinué  le contraire.
Le  19  août 1658, Hesselin reçoit  à  souper  à  Essonnes  le  couple royal, qui y  dîne  encore  le  21  septembre 1658.
En  1661, les  ballets  reprennent, et  c'est  Hesselin  qui  conduit  le 22  février  le  ballet  de  l'Impatience ;  le  17  août, lors  de  la  grande fête  de  Vaux, il  prête  au  surintendant  Fouquet  le  secours  de  sa vieille  expérience.
Le 8  août  1662, Hesselin meurt dans son hôtel parisien.

#### 6 septembre 1656: La visite de Christine de Suède chez Hesselin à Essonnes

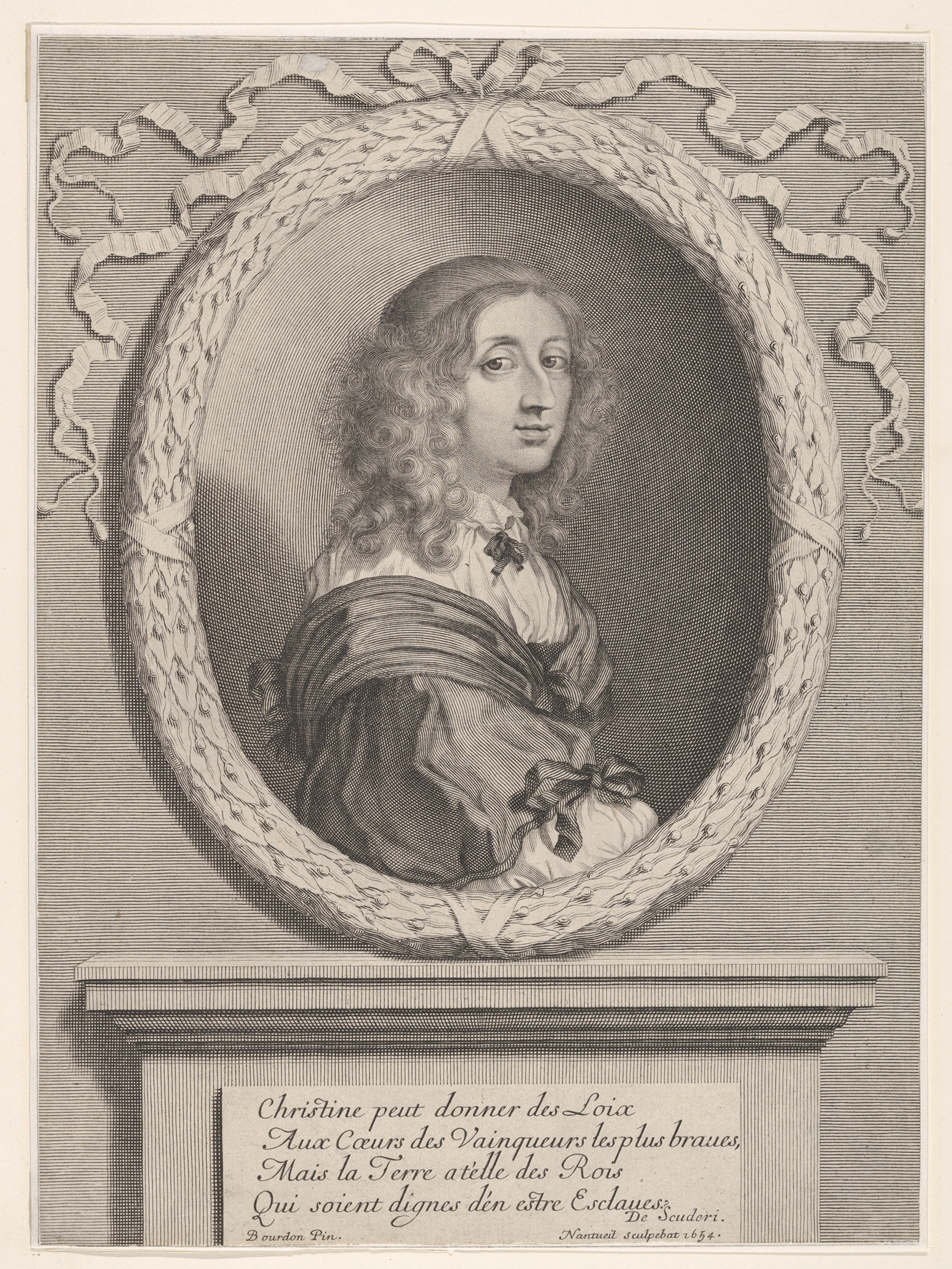
Christine, reine de Suède, MET DP832697

La visite la plus mémorable est sans doute celle du 6 septembre 1656. Louis Hesselin y reçoit la reine Christine de Suède à Essonnes, La relation de cette fête indique que plus de deux cents personnes s'activaient en coulisse pour que tout réussisse.

La  reine  Christine de  Suède, qui  avait, on  le  sait, abdiqué  deux  ans  auparavant, promenait  par  l'Europe  son  excentrique  personne. Elle  arrivait  à Paris  à  petites  journées  et  partout  on  la  recevait  avec  de  grands honneurs. Le  4  septembre  1656, elle  couchait  à  Fontainebleau et  le  jour  suivant  à  Chantemesle. La  Gazette  l'avait  annoncé  plusieurs jours  d'avance : 
"Comme  Sa  Majesté  désire  qu'on  lui  donne  (à  la  reine  de la  Suède)  tous  les  plus  beaux  et  agréables  divertissements, Elle  a aussi  ordonné  au  sieur  Hesselin, maistre  de  la  Chambre  aux deniers  et  surintendant  de  ses  plaisirs, de  la  traiter  en  sa  maison d'Essonne  avec  toute  la  splendeur  et  magnificence  possible  sans oublier  aucune  des  choses  capables  de  contribuer  à  sa  satisfaction. En  quoy  l'on  ne  doute  point  qu'il  ne  réussisse  admirablement, dans  un  lieu  si  charmant  et  si  délicieux, et  qu'il  n'enchérisse  encore  par-dessus  tout  ce  que  son  industrie  et  sa  politesse lui  ont  fait  faire  en  des  occasions  semblables.» 
La  Gazette  fit  un  court  récit  de  la  réception ;  Loret  est  plus prolixe, et  son  récit  compte  plus  de  cent  vers, mais  il  existe  une relation  moins  fantaisiste  et  quasi  officielle, imprimée  chez  Ballard, l'éditeur  privilégié  des  ballets.

La  reine  arrive  chez  Hesselin  sur  les  sept  heures  du  soir. 
"Elle admira surtout la beauté et la diversité des Grottes et des Fontaines si ingénieusement conduites, mesme jusque dans les appartements". 
Elle visite  les  jardins  et la  maison, ou  elle  trouve  que "la splendeur  et  la  commodité  se  rencontroient  partout  admirablement. »  Mais  la  nuit  vient ;  soudain  une  colonne  de  feu paraît  « au  travers  de  mille  cristaux, à  l'entrée  d'une  chambre  à l'italienne  et  terminée  seulement  par  une  voûte  extrêmement exhaussée. Une  partie  de  cette  pièce  s'ouvre, et  l'on  voit  une grande  salle  pleine  de  monde. Hesselin  paroît  étonné  et  se  jette  au-devant  de  cette  foule, mais  voilà  que  tout  disparoît, acteurs et  décors. C'est  maintenant  une  salle  magnifiquement  ornée mais  vide, et  tout  à  coup  paroît  en  l'air  une  nuée  flamboyante a  pleine  d'éclairs  et  de  tonnerre »  planant  au-dessus  des  ruines d'une  ville  en  feu. 
« Ensuite  parut  une  grotte  d'une  profondeur  extraordinaire, au-dessus  de  laquelle  s'élevoit  une  montagne  de  cyprès, et  du haut  tomboient  deux  rivières  effectives, faisans  des  cascades  et jets  d'eau, qui  se  perdit  et  s'esloigna  de  la  veue  par  une  nuée qui  portoit  un  concert... Cette  nuée  venant  s'abaisser, on  apperceut  au-dessus  s'approcher  ]a  montagne  et  les  cascades... » 

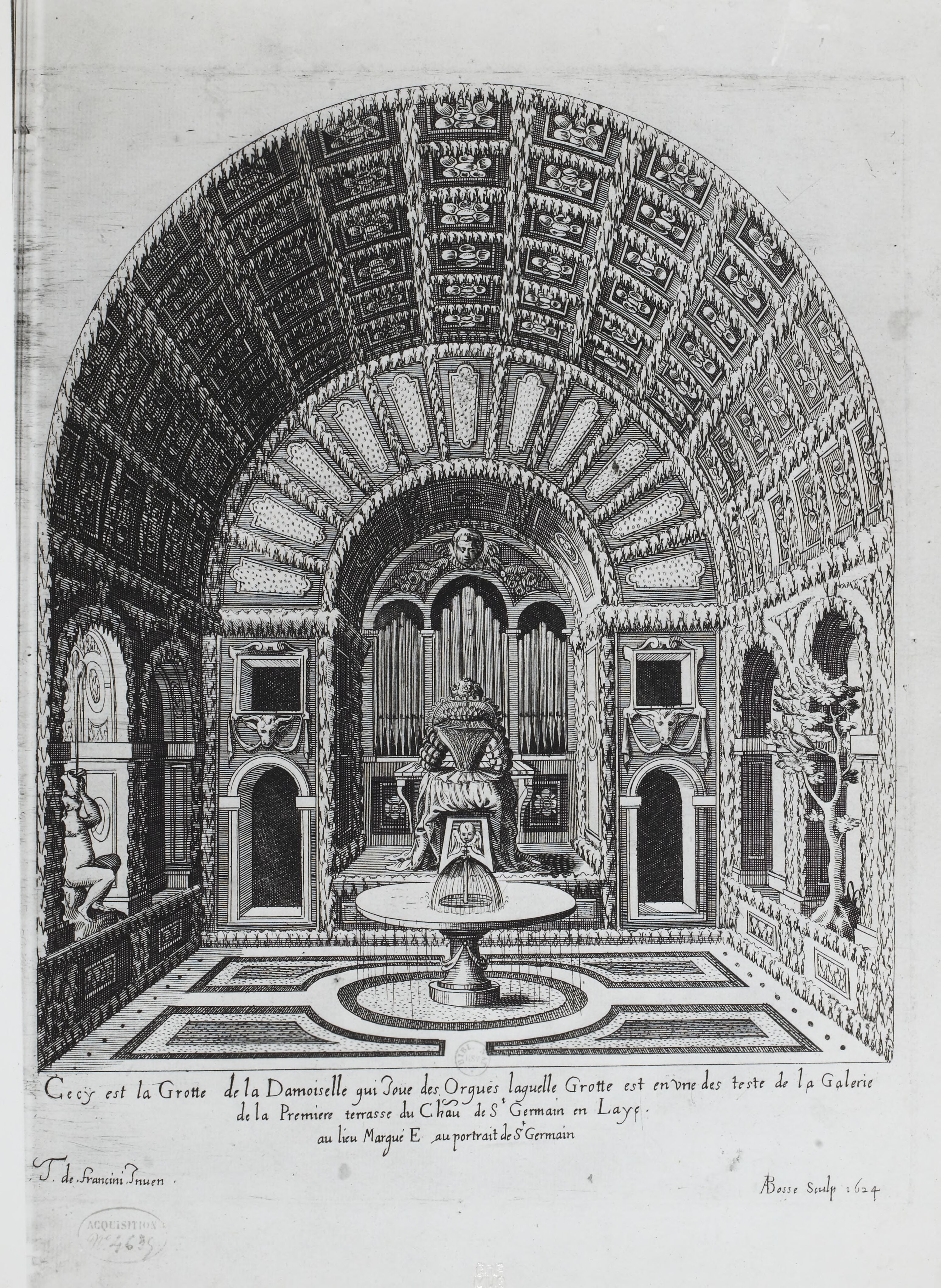
La Demoiselle qui joue des orgues (grotte du château de Saint-Germain), Abraham Bosse

On  conduisit  ensuite  la  reine  « dans  une  autre  grotte, où  elle vit  tout  ce  que  l'art  peut  faire  de  plus  merveilleux  par  l'élévation de  l'eau  et  par  son  bruit, qui  fut  agréablement  interrompu  par quantité  de  hautbois  et  de  musettes. » 
Une  magnifique  collation  suivit  ces  divertissements, puis  vint une  comédie, enfin plutôt un "Ballet" puisqu'il en existe une relation, et  enfin  un  très  beau  feu  d'artifice  tiré  sur  un  grand canal  rempli  de  jets  d'eau  aux  sons  d'un  nombreux  orchestre. La  reine  coucha  à  Chantemesle.
Le  lendemain matin, ce  furent de  nouveaux  divertissements, de  la  musique  et  des  vers, et "Molière", Louis de Mollier était présent, et chanta devant la reine, ainsi que sa fille. Au dîner, un  concert  où  figuraient  les  vingt-quatre  violons  du  roi, des  chants, des  instruments  divers. A  deux  heures, Christine  quittait  Chantemesle, « si  satisfaite que  l'expression  qu'elle  en  donna  au  maître  de  la  maison  luy  fit  perdre  le  souvenir  des  peines  et  des  fatigues  qu'il  avoit  souffertes  pour  rendre  toutes  choses  en  leur  perfection".
Tous ces extraits donnent une  idée, non  seulement  du  faste  d'Hesselin, mais  aussi  de  son  goût  ingénieux et  original. Il  est  tel  des  décors  imaginés  par  lui  qu'on n'aurait  certainement  pu  installer  dans  aucune  des  résidences royales, tandis  que  Chantemesle  était  de  longue  date  préparé  et machiné  tout  spécialement  pour  ce  genre  de  spectacles.

#### La salle de la Comédie: un théâtre avec des machineries
Lors de la visite de la reine de Suède, la relation de la fête parle de "la salle de la Comédie". Hesselin avait en effet pu faire aménager une salle, où prenaient place des spectacles. Sans doute même que cette salle pouvait servir de lieu de répétitions pour les ballets représentés ensuite à la Cour à Paris ?
En 1677, le Mercure Galant relate que les enfants de Louis XIV "allerent voir la Court des Machines, d’où ils furent enlevez dans un Apartement surprenant" (voir ci-dessous la description détaillée). Cette Court des Machines semble décrire la salle de spectacle qui disposait d'une machinerie surprenante.

### Après Hesselin: seconde moitié XVIIe et XVIIIe siècles
En 1668, des  papiers  du  prieuré  de  Saint-Jean-en-l'Ile, de  Corbeil, que  la maison  avait  été  adjugée  par  décret mais  on  ne  dit  pas le  nom  de  l'acquéreur. Elle  appartint  successivement  à  Jean Dupin, saisi  en  1684  (c'était  peut-être  le  successeur  direct  d'Hesselin).

A l'automne 1677, Dupin reçoit deux des enfants du roi, dans une visite relatée par le Mercure Galant : 
"Enfin le Mois de Septembre s’écoula, & apres avoir gousté tant de diférens Plaisirs, & joüy de la Promenade dans quelques Maisons de plaisance des environs de Fontainebleau, la Cour en partit aussi grosse que si le Roy n’eust pas eu quatre Armées sur terre, & une cinquiéme sur mer. Monsieur le Duc de Vermandois, & Mademoiselle de Blois, qui retournoient à Versailles, s’arresterent à Essone, & disnerent dans la Maison de Mr du Pin. C’est cette belle Maison qui estoit à feu Mr Hesselin, & dont on ne peut trop admirer les Avenuës, les Cascades, & les Jets d’eau qui y sont presque infinis. Les Dames que les Vendanges y avoient attirées, se rendirent dans le Jardin, où elles salüerent ces deux jeunes & Illustres Personnes, qui furent reçeuës par Mr du Pin à la descente du Carrosse. Il avoit eu l’ordre de Monsieur Colbert, & il l’executa avec tout l’empressement & toute la joye que luy devoit causer un honneur aussi grand que celuy qu’il recevoit. On disna dans la Salle Italienne. Le Prince & la Princesse se mirent à table avec Madame Colbert ; & pendant le Repas, les Violons & les Hautbois de Paris joüerent les plus beaux Airs de l’Opéra. Apres qu’on eut disné, les Divertissemens ne manquerent pas. Le jeune Prince voulut prendre celuy d’aller à l’Escarpolete sur l’eau, & il en obtint la permission de Mr Gédoüin son Gouverneur, qui connoissant son adresse, fut assuré qu’il n’avoit aucun péril à courir. Tout le monde fut charmé de sa hardiesse, & de la grace avec laquelle il soûtint l’ébranlement de l’Escarpolete. D’autres qui crûrent la chose aisée, s’y hazarderent apres luy, & divertirent la Compagnie en tombant dans l’eau. L’heure du depart approchoit, & pour dernier Divertissement, Monsieur le Duc de Vermandois, & Mademoiselle de Blois, allerent voir la Court des Machines, d’où ils furent enlevez dans un Apartement surprenant. Ils n’en sortirent que pour se remettre en Carrosse, apres que Mr du Pin leur eut presenté de tres-beaux Fruits pour la Colation pendant le chemin."
Puis le château passa à  Antoine  Valban  ou  Dalban, sieur  du  Plessis, qui  la  vendit, en  1702, à  Pierre  Orceau, intéressé  dans  les  affaires  du  roi ; en 1721, nouvelle  vente  à  Louis-Alexandre  Girardin, en  1723  à Pierre-Gédéon  de  Nolivos  et  Renée  Gril, sa  femme;  en  1740, Nicolas-Louis  Debeau  et  Jean-François  Durand  achetaient  à  leur tour  des  créanciers  de  M. de  Nolivos.
Un plan vers 1700 (BNF) décrit le jardin de Chantemesle de manière différente du plan suivant de 1760 : pourrait-on penser que l'aménagement du jardin est celui qui date du temps d'Hesselin ? On trouvait face au château qui était plus grand que celui connu en photographie, un grand parterre à 4 compartiments. Un petit bois sur le côté, et des allées et pelouse là où seront plus tard visible des bois. En effet, ce plan, bien que certes schématique, est néanmoins fort juste sur l'emplacement des zones boisées et des parterres, puisque par exemple, pour la représentation du château de Petit-Bourg ou bien de Soisy, le même dessinateur a justement représenté les choses. Pour le moment il est difficile d'en savoir plus. 

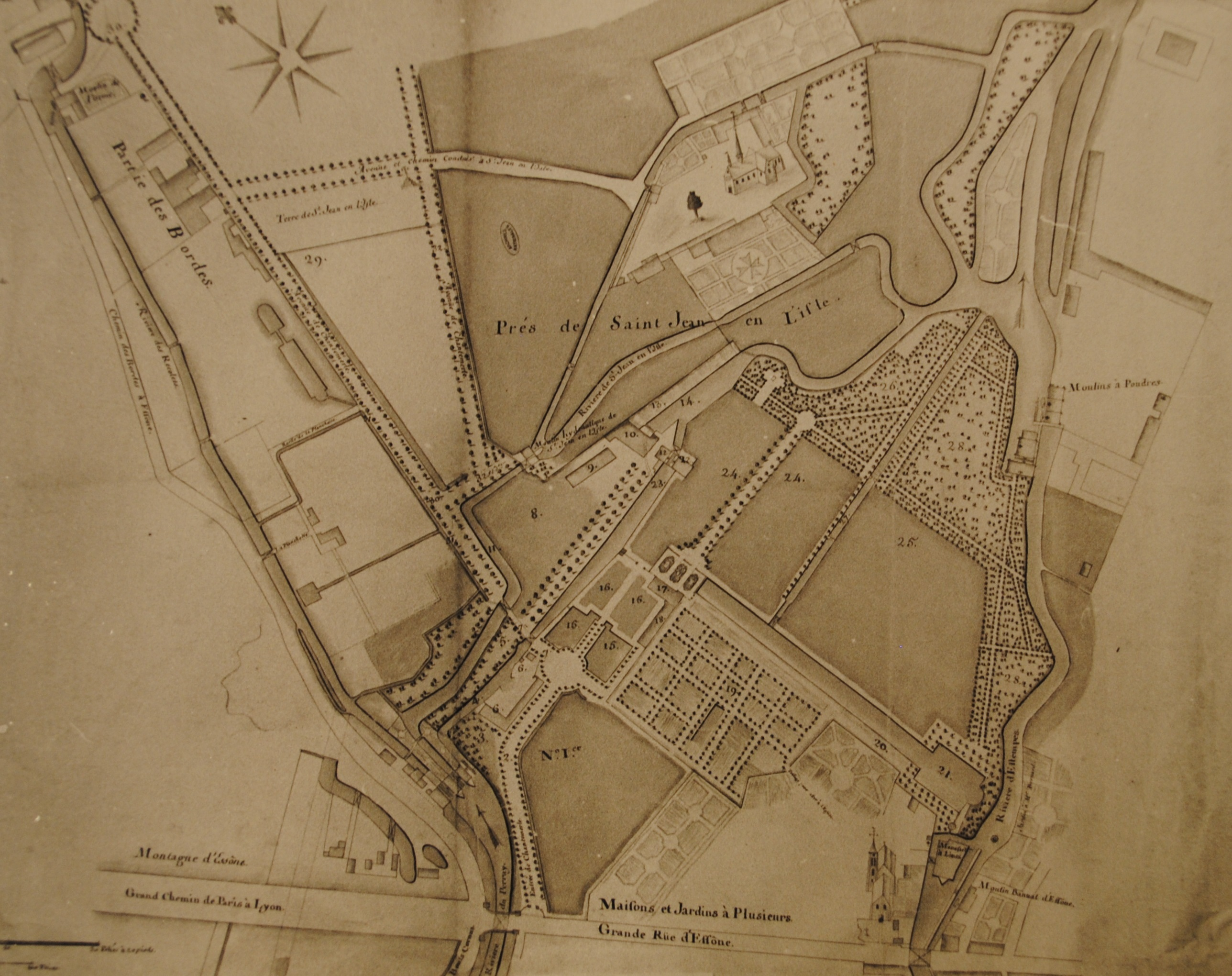
Plan du château et jardin de Chantemerle en 1760, AN, NIII S et O 27

Le 5 juillet 1745, un immense incendie a lieu à Essonne, dans les bâtiments du moulin à poudre, situés juste en face des jardins du château. L'incendie entraîne une immense explosion dans toute la plaine de Corbeil. Le château a-t-il été touché par cette explosion ? En tout cas, dans les maisons de Corbeil et d'Essonnes, "les vitres ont été cassées, les thuiles ont été emportées". Nul doute que d'importants dégâts eurent lieu.
En 1760, un plan précis de la propriété est établi, il est aquarellé (AN). Il permet de comprendre l'aménagement général du domaine au XVIIIe siècle, mais ne permet pas de bien comprendre l'aspect de Chantemesle au temps de Hesselin, vers 1650, plus de cent ans auparavant. En effet, les machineries liées aux jets d'eau devaient être trop fragiles pour être conservées plus d'un siècle.

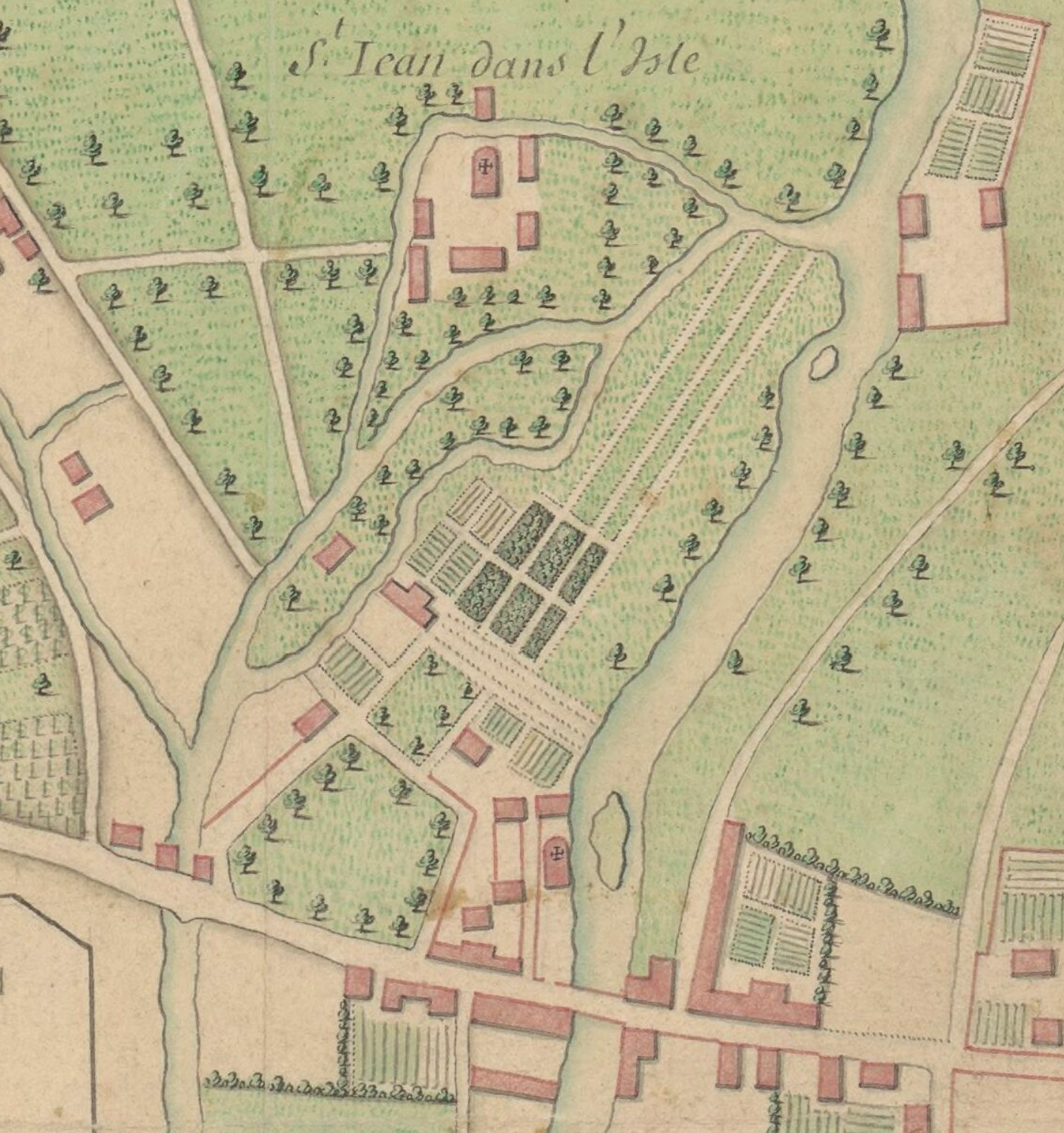
Plan schématique du château et des jardins de Chantemesle, vers 1700-1720. BNF
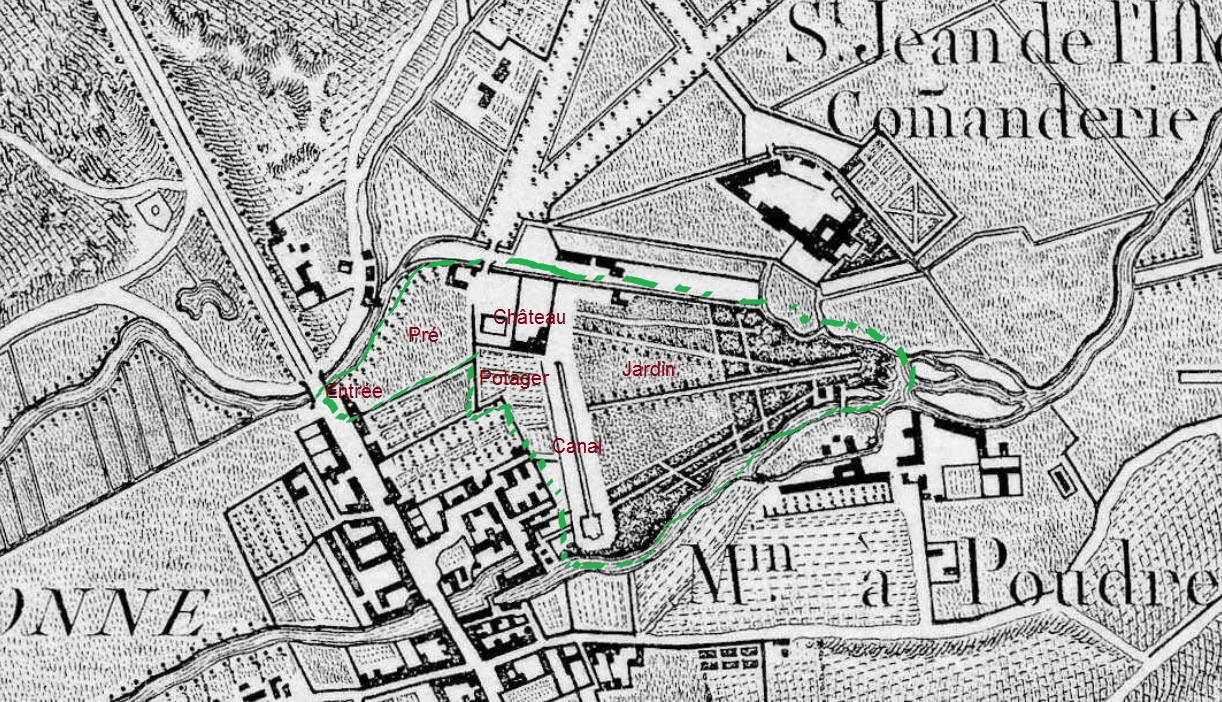
Schéma de la propriété de Chantemerle sur la carte des chasses du Roi, vers 1775
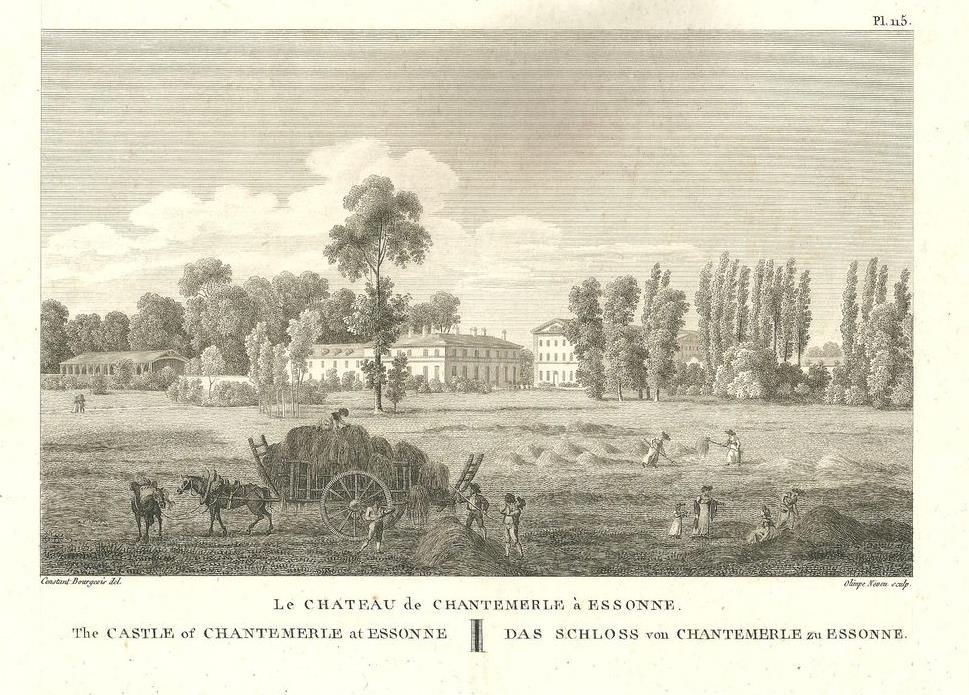
Gravure du domaine de Chantemerle, avec le château au centre, fin XVIIIe, début XIXe

### Fin du XVIIIe et XIX siècles: Oberkampf, la filature de coton et ateliers de tissage

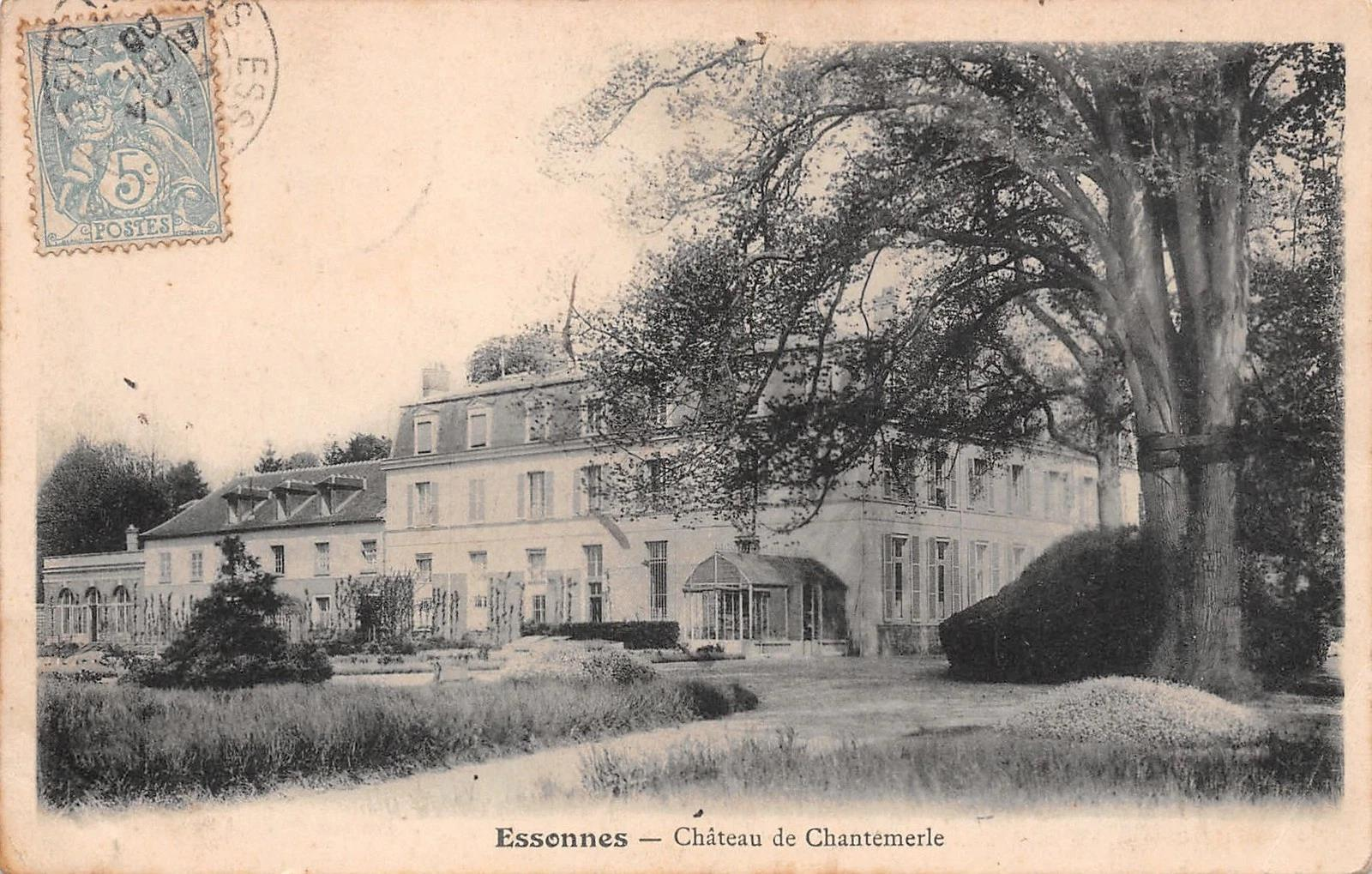
Photographie du château de Chantemerle dans son état au XIXe siècle.

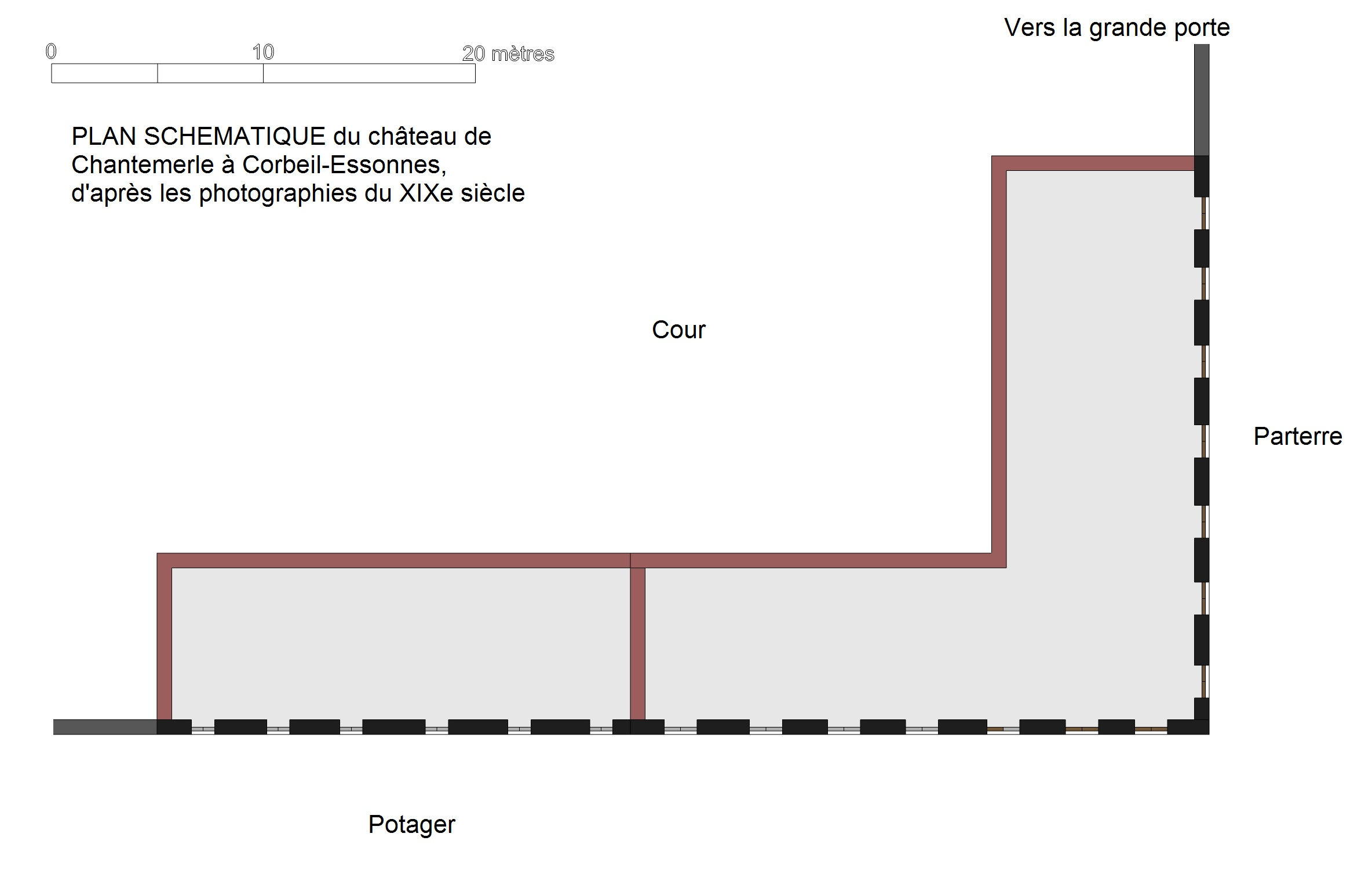
Restitution du plan du château de Chantemerle d'après les photographies du château du XIXe siècle

D'après le  Dictionnaire  topographique  d'Oudiette, il  y  avait, en  1816, à  Chantemesle  (alors  Chantemerle)  une  filature  de  coton  et  un atelier  de  tissage, fondés  par  Oberkampf. Il s'agissait d'une succursale de la grande manufacture de Jouy-en-Josas.
Naturalisé français en 1770, Christophe-Philippe Oberkampf est issu d'une famille de teinturiers. En 1760, il s'est installé à Jouy-en-Josas pour créer la première manufacture française de tissus imprimés et c'est le premier mai de cette même année que la première toile dite de Jouy a vu le jour. Neuf ans plus tard, en 1769, le manufacturier achète, pour le compte de son frère Frédéric, un terrain et des locaux situés avenue de Chantemerle, à Essonnes. C'est là que sera créée l'usine dénommée l'Indienne.
En 1810, la direction de la filature d'Essonnes et l'atelier de tissage de Chantemerle avait été confiés à Louis Féray, le propre gendre de Christophe-Philippe Oberkampf. Ce dernier s'est éteint le 4 octobre 1815, dans sa maison de Jouy-en-Josas qui est devenue, par la suite, l'actuelle mairie de la charmante commune des Yvelines. Le manufacturier avait alors soixante-dix-sept ans et avait consacré cinquante-cinq années de sa vie à sa passion pour les toiles peintes.

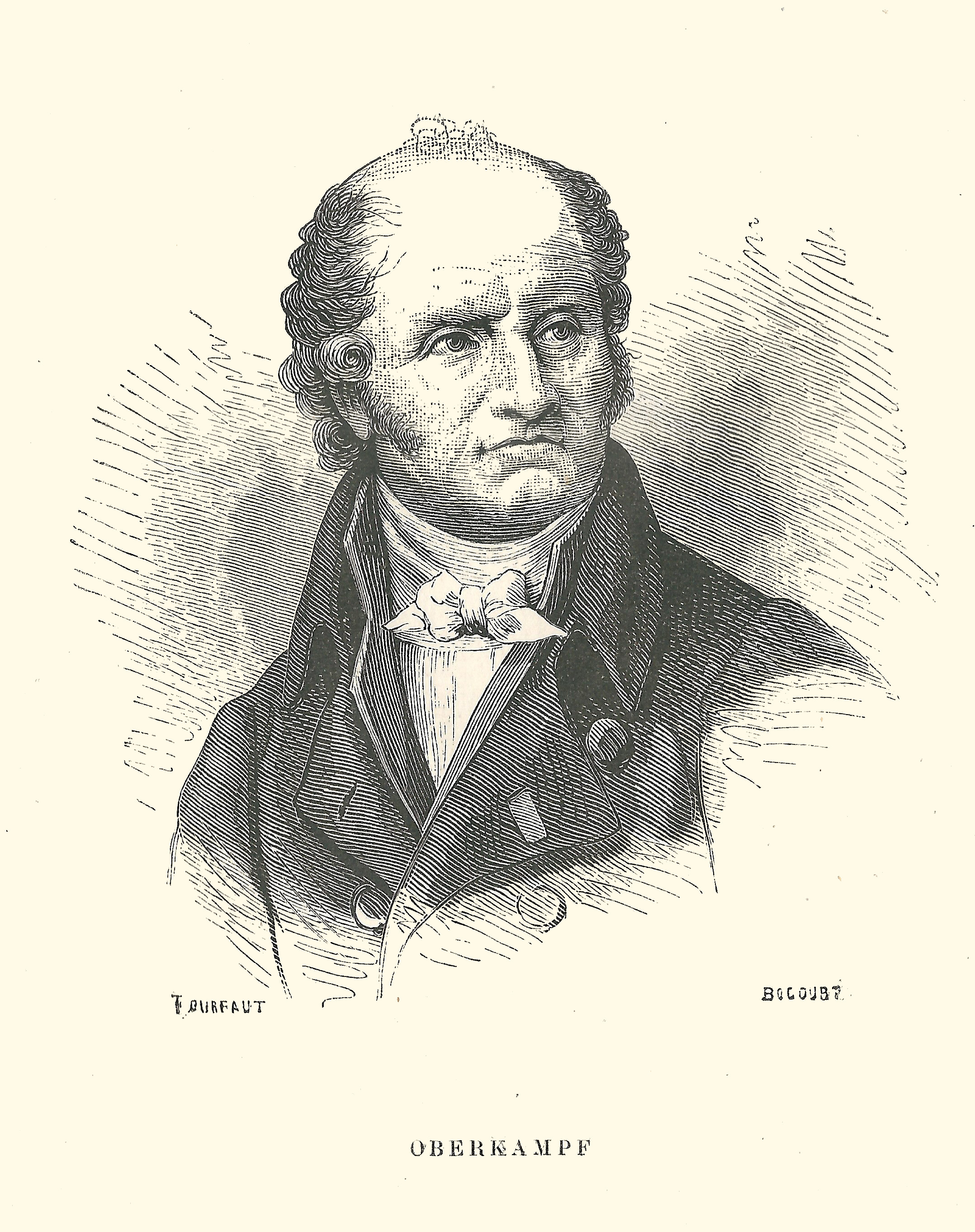
Christophe-Philippe Oberkampf
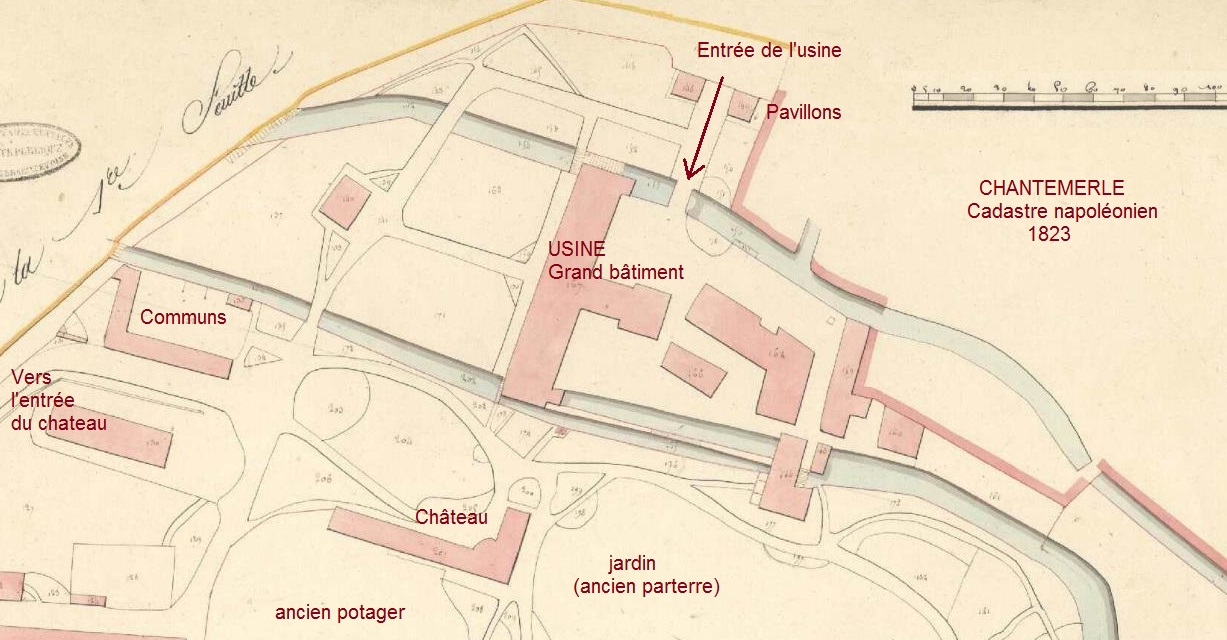
Plan napoléonien du château de Chantemerle à Essonnes, vers 1823, avec le château et l'usine de filature d'Oberkampf
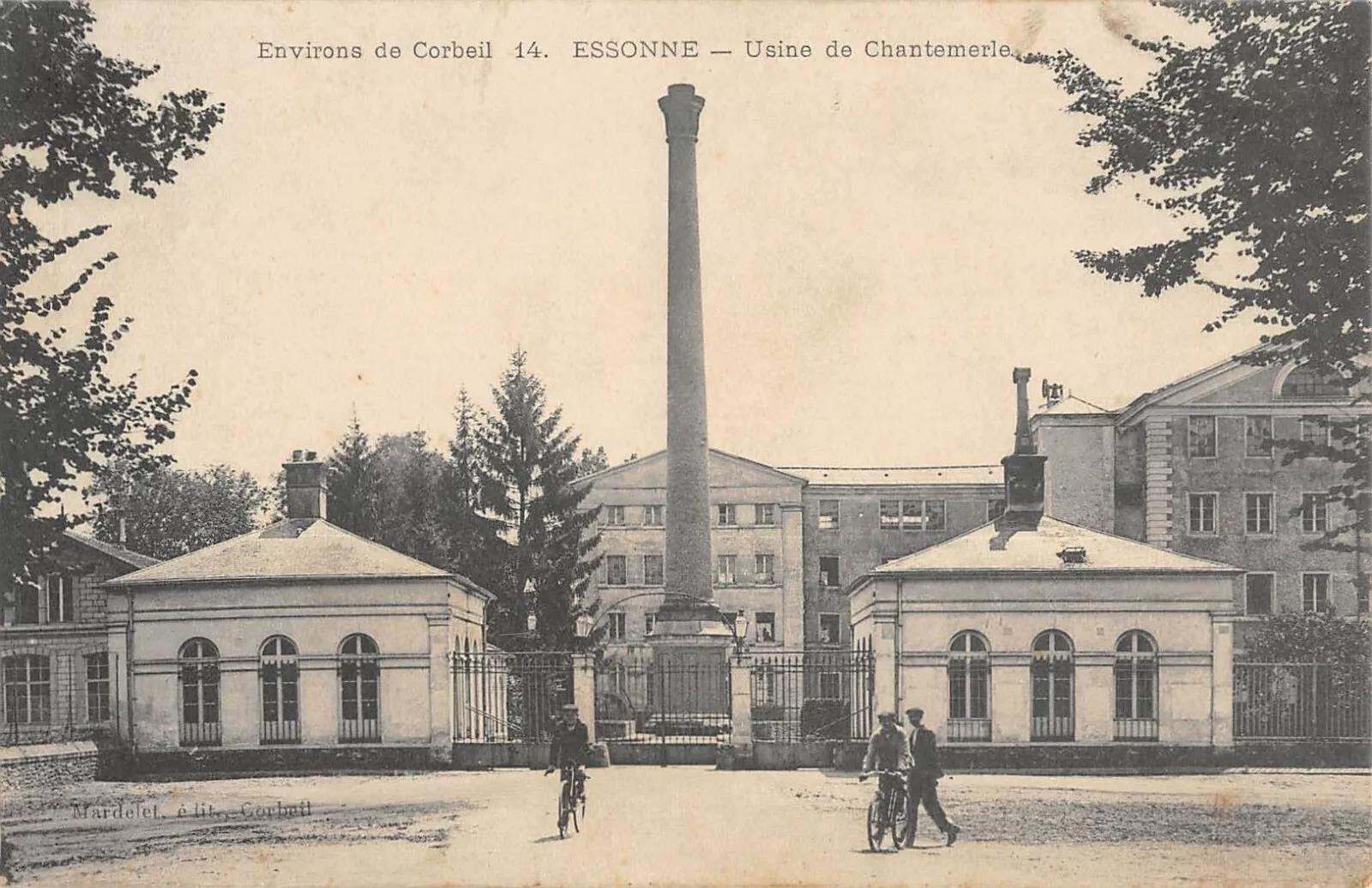
Photographie de l'entrée de l'ancienne usine de filature Chantemerle à Essonnes.

### XXe siècle: un domaine totalement disparu et urbanisé

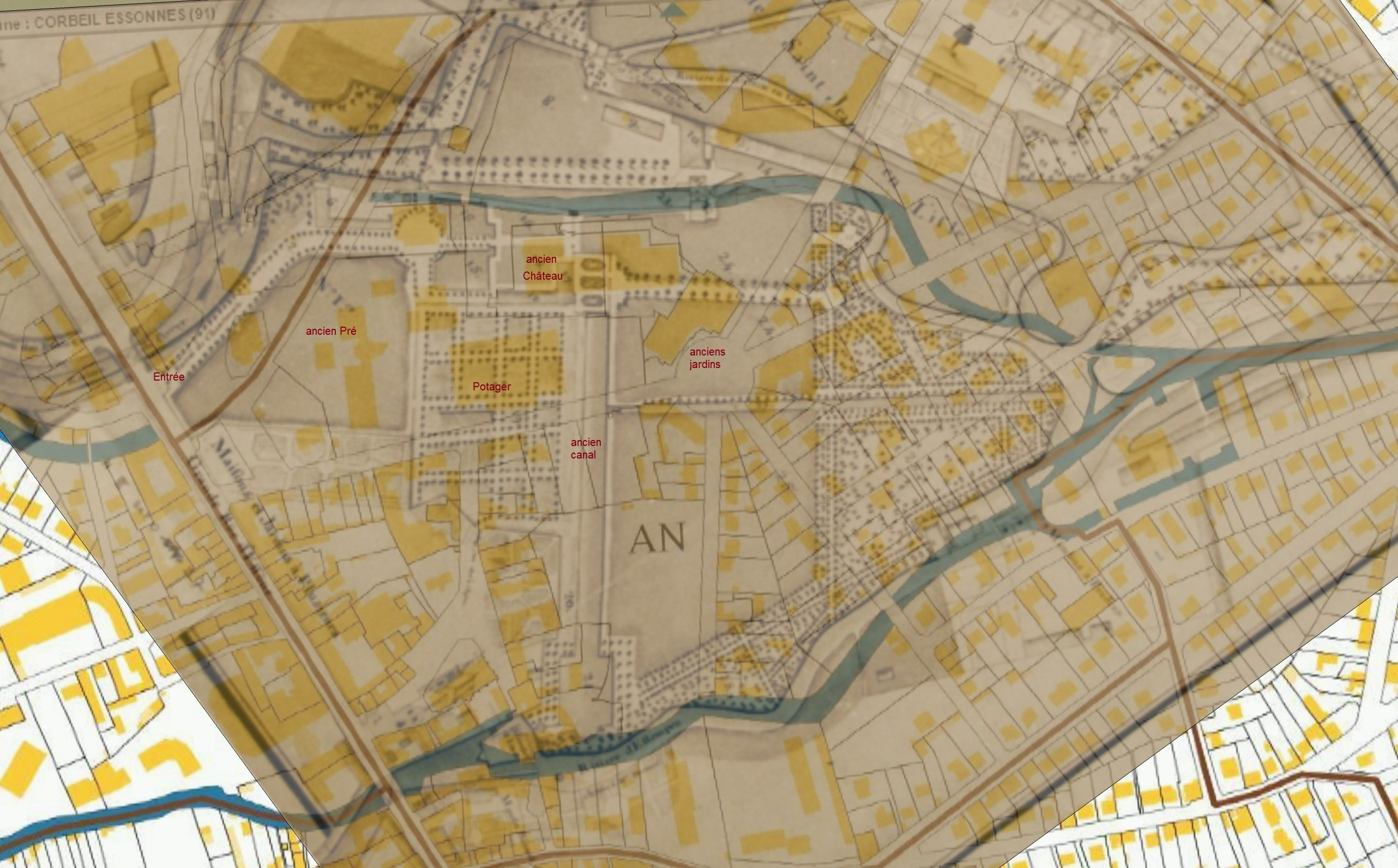
Superposition du plan du domaine disparu et de ses jardins, avec le cadastre actuel

Il ne reste que peu de vestiges de la propriété. On trouve encore une partie de l'ancienne entrée du domaine, sur la route de Paris à Fontainebleau (un pilier et une petite porte en pierre). De même il reste encore une pièce d'eau réaménagée dans le parc Dalimier (ancien bout du grand canal). Et puis les canaux autour de l'ancien jardin sont conservés. Mais tout le reste a été loti et urbanisé. L'actuel parc de Chantermerle était voisin du château disparu. La superposition du plan du jardin vers 1760 et l'état actuel permet de mieux se repérer sur les anciens emplacements du château, du grand canal, du potager, de l'entrée et du jardin côté Corbeil.